# Monte Tabor
El monte Tabor  (en hebreo: הר תבור‎, Har Tabor) está localizado en la Baja Galilea, al este del Valle de Jezreel, 17 kilómetros al oeste del Mar de Galilea. Su altura es de 575 m s. n. m. (1.843 pies) y se eleva a 400 m con respecto a su entorno. Su cumbre se destaca desde lejos. Visto de este a oeste (desde Kfar Tabor) su cumbre es muy aguda; visto de sur a norte (desde Afula) es redondeada.
Se lo conoce también con el nombre de Yabel at-Tur (en árabe: جبل الطور‎), Itabyrium y el Monte de la Transfiguración. 
Se cree que es el sitio de la Transfiguración de Jesús y de la batalla entre Barac y el ejército de Jabin, comandado por Sísara. Sin embargo, justo antes de la transfiguración, Jesús y sus discípulos se encontraban en la región de Cesarea de Filipo, en el actual pueblo de Banias (Mc 8.27). No es probable que Jesús y los apóstoles se marchasen de esas inmediaciones o de la región cuando fueron a la «montaña encumbrada» (Mc 9.2). Desde el siglo IV d. C. se ha considerado el monte Tabor como el lugar tradicional de la transfiguración, pero como está a unos 70 km al suroeste de Cesarea de Filipo, parece una ubicación improbable. Se puede objetar, sin embargo, que Mateo 17.1 dice «seis días después», y en seis días bien podían haber viajado 70 km.
Alberga en su cumbre la Basílica de la Transfiguración.
Tres aldeas árabes se hallan a los pies del monte: Shibli (al este), Umm-el-ghanam (al sur este) y Daburiya (al oeste).
- Datos: Q193785
- Multimedia: Mount Tabor / Q193785